# UFC 161
UFC 161: Evans vs. Henderson è stato un evento di arti marziali miste organizzato dalla Ultimate Fighting Championship che si è tenuto il 15 giugno 2013 all'MTS Centre di Winnipeg, Canada.

## Retroscena
È un pay per view che non presenta alcun incontro per il titolo in quanto il match per la cintura dei pesi gallo ad interim tra il campione Renan Barão e lo sfidante Eddie Wineland venne annullato causa infortunio del primo.
Ufficialmente fu il primo evento UFC a superare il precedente record di 8 incontri terminati per decisione, in quanto 9 dei 11 incontri della card andarono ai punti.

## Risultati
|                  | Divisione          |                 |                 |                 | Metodo                                         | Round           | Tempo           | Premio          |
| Card principale  | Card principale    | Card principale | Card principale | Card principale | Card principale                                | Card principale | Card principale | Card principale |
| ---------------- | ------------------ | --------------- | --------------- | --------------- | ---------------------------------------------- | --------------- | --------------- | --------------- |
|                  | Pesi Mediomassimi  | Rashad Evans    | batte           | Dan Henderson   | Decisione non unanime (28-29, 29-28, 29-28)    | 3               | 5:00            |                 |
|                  | Pesi Massimi       | Stipe Miočić    | batte           | Roy Nelson      | Decisione unanime (30-27, 30-27, 30-27)        | 3               | 5:00            |                 |
|                  | Pesi Mediomassimi  | Ryan Jimmo      | batte           | Igor Pokrajac   | Decisione unanime (30-27, 30-27, 30-27)        | 3               | 5:00            |                 |
|                  | Pesi Gallo Femmine | Alexis Davis    | batte           | Rosi Sexton     | Decisione unanime (29-28, 29-27, 29-28)        | 3               | 5:00            |                 |
|                  | Pesi Massimi       | Shawn Jordan    | batte           | Pat Barry       | KO Tecnico (pugni)                             | 1               | 0:59            | KOTN            |
| Card preliminare |                    |                 |                 |                 |                                                |                 |                 |                 |
|                  | Pesi Welter        | Jake Shields    | batte           | Tyron Woodley   | Decisione non unanime (27-30, 29-28, 29-28)    | 3               | 5:00            |                 |
|                  | Pesi Leggeri       | James Krause    | batte           | Sam Stout       | Sottomissione (ghigliottina)                   | 3               | 4:47            | FOTN + SOTN     |
|                  | Pesi Welter        | Sean Pierson    | batte           | Kenny Robertson | Decisione di maggioranza (29-28, 29-28, 28-28) | 3               | 5:00            |                 |
|                  | Pesi Gallo         | Roland Delorme  | batte           | Edwin Figueroa  | Decisione unanime (29-28, 29-28, 29-28)        | 3               | 5:00            |                 |
|                  | Pesi Leggeri       | Mitch Clarke    | batte           | John Maguire    | Decisione unanime (29-28, 29-28, 29-28)        | 3               | 5:00            |                 |
|                  | Pesi Gallo         | Yves Jabouin    | batte           | Dustin Pague    | Decisione non unanime (28-29, 29-28, 29-28)    | 3               | 5:00            |                 |

## Premi
I lottatori premiati ricevettero un bonus di 50.000 dollari.
Legenda:
- FOTN: Fight of the Night (vengono premiati entrambi gli atleti per il miglior incontro dell'evento)
- KOTN: Knockout of the Night (viene premiato il vincitore per la migliore vittoria tramite KO dell'evento)
- SOTN: Submission of the Night (viene premiato il vincitore per la migliore vittoria tramite sottomissione dell'evento)

## Incontri annullati
|                                                   | Divisione         |                          |        |                    | Motivo                            |
| ------------------------------------------------- | ----------------- | ------------------------ | ------ | ------------------ | --------------------------------- |
| Sfida valida per il titolo di campione ad interim | Pesi Gallo        | Renan Barão              | contro | Eddie Wineland     | Barão infortunato                 |
|                                                   | Pesi Welter       | Sean Pierson             | contro | TJ Waldburger      | Waldburger infortunato            |
|                                                   | Pesi Massimi      | Stipe Miočić             | contro | Soa Palelei        | Palelei sostituito con Roy Nelson |
|                                                   | Pesi Leggeri      | Sam Stout                | contro | Isaac Vallie-Flagg | Vallie-Flagg infortunato          |
|                                                   | Pesi Mediomassimi | Antônio Rogério Nogueira | contro | Maurício Rua       | Nogueira infortunato              |